# زورینو (آستراخان)
زورینو (به لاتین: Zorino) یک منطقهٔ مسکونی در روسیه است که در استان آستراخان واقع شده‌است. نام دیگر استان آستراخان زورینو است.